# دهستان بلورد
دهستان بلورد، نام دهستانی در شهرستان سیرجان و استان کرمان که اغلب از ایل بچاقچی(مردمان ترک تبار) می باشند. براساس سرشماری مرکز آمار ایران در سال ۱۳۸۵، جمعیت آن ۴۹۲۷ نفر (۱۱۲۷ خانوار) بوده‌است.